# E. R. Amantino

A BOITO, é uma marca de armas pertencente ao grupo E.R. Amantino. Fabricante de armas de fogo brasileira fundada em 1955 e sediada na cidade de Veranópolis, no estado do Rio Grande do Sul. A Boito fabrica armas para caça e tiro esportivo, principalmente espingardas de cano duplo (paralelos e sobrepostos).

## História
A empresa surgiu após João Boito, um imigrante italiano que trabalhava como ferreiro, projetar e fabricar sua primeira espingarda.
Na década de 1950, após conhecer o empresário Elias Ruas Amantino, os dois se juntaram para fundar a E.R. Amantino & Cia Ltda., uma empresa focada na fabricação de espingardas e armas para caça. Em 1962, fabricou seu primeiro modelo de espingarda de cano duplo paralelo.
Em 1977, a empresa fundou a companhia Microvera, especialista em microfusão de metais, fabricando peças para as armas da Boito e outras armas esportivas, componentes em metal para uso em indústria textil, agricultura, pavimentação de ruas e fusão de outras ligas de aço.
Entre as décadas de 1970 e 1980, começou a exportar armas de fogo para os Estados Unidos, onde as lojas de departamento K-Mart comercializavam seus modelos na época, porém, foi criticada pela baixa qualidade de suas armas na época.
Desde 2013, é a importadora e representante oficial no Brasil da fabricante italiana de espingardas Benelli Armi.

## Exportação
Atualmente, a E.R. Amantino exporta cerca de 70% da sua produção para países como Estados Unidos, Austrália, Canadá, Nova Zelândia, Argentina, dentre outros. Já chegou a exportar armas para 24 países diferentes.
Atualmente, seu maior mercado de exportação são os Estados Unidos, onde a empresa Stoeger Industries (subsidiária da Benelli Armi SpA), comercializa as armas da Boito com a marca Stoeger.
Segundo a Associação de Dirigentes de Venda e Marketing do Brasil (ADVB), somente em 2017, a E.R. Amantino exportou cerca de 6,5 milhões de dólares em armas e produtos.

## Produtos

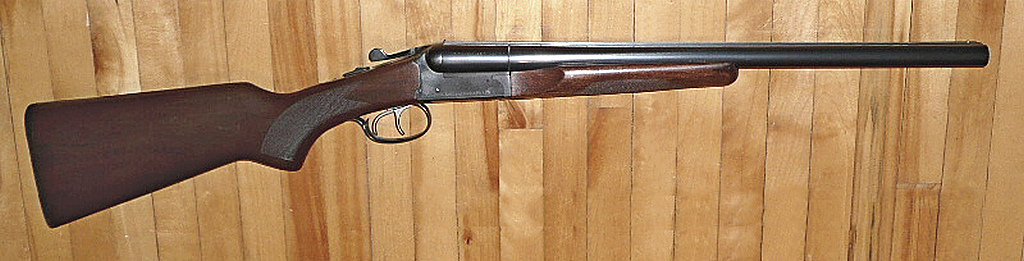
Boito A680, espingarda de cano duplo fabricada pela empresa gaúcha, comercializada nos Estados Unidos como Stoeger Coach Gun.

Além de armas de fogo, a Boito possui uma linha de acessórios esportivos e para caça, vestuário, máquina para lançar pratos e armas de pressão. Alguns dos modelos de armas fabricados pela E.R. Amantino são:
- Espingardas de canos paralelos[12]
  - A/680 (Stoeger Coach Gun) - calibres 12, 20, 28, 32 e 36
  - A/681 - calibres 12 e 20
  - Double Defense - calibres 12 e 20

- Espingardas de canos sobrepostos[12]
  - Miura I  - calibres 12, 20, 28 e 36
  - Miura II - calibres 12, 20, 28 e 36
  - ERA 2001 - calibre 12
  - Over Defense - calibres 12 e 20

- Caçadeira de cano simples[12]
  - Reuna - calibres 12, 20, 28, 32 e 36
  - B300 (pistolão ou com coronha) - calibres 28, 32 e 36

- Espingarda a ação de bomba[12]
  - Pump - calibre 12